# Hans von Pechmann
Hans von Pechmann (Nürnberg, 1 april 1850 - Tübingen, 19 april 1902) was een Duits scheikundige.

## Leven
Hij studeerde natuurwetenschappen en chemie aan de universiteiten van München en Heidelberg, en daarna in Greifswald. Daar promoveerde hij in 1874 bij Heinrich Limpricht. Hij werkte twee jaar (1875-1877) bij Edward Frankland in Londen en keerde dan terug naar de universiteit van München, in het organischchemielaboratorium geleid door Adolf von Baeyer. Hij behaalde er in 1883 de habilitatie en werd benoemd tot privatdocent aan de universiteit. Tijdens zijn periode in München maakte hij een aantal belangrijke bijdragen tot de organische scheikunde en publiceerde hij talrijke wetenschappelijke artikelen.
In de herfst van 1985 ging hij naar Tübingen om Julius Lothar Meyer op te volgen als professor chemie.
Aan het eind van 1901 kreeg Pechmann ernstige psychische problemen. Hij leed aan waanvoorstellingen en hallucinaties. Zijn toestand verergerde nog in 1902 en hij besloot een einde te maken aan zijn leven. Hij vergiftigde zichzelf op 19 april 1902 met blauwzuur.

## Werk
Pechmann ontdekte de naam hem genoemde Pechmann-coumarinesynthese of Pechmann-condensatie voor de productie van coumarine en derivaten ervan uit β-keto-esters en fenolen. Dit leidde onder meer tot de synthese van umbelliferon, een coumarinederivaat dat in planten uit de schermbloemenfamilie voorkomt, en dafnetine (7,8-dihydroxycoumarine).
In 1887 ontdekte hij de α-diketonen; in 1894 diazomethaan. In 1898 publiceerde hij de synthese van pyrazool uit acetyleen en diazomethaan. In 1895 vond hij een nieuwe synthese voor hydrazinesulfaat.